# کوبنتس
کوبنتس (به آلمانی: Kobenz) یک منطقهٔ مسکونی در اتریش است که در مورتال واقع شده‌است. کوبنتس ۱۷٫۶۴ کیلومتر مربع مساحت دارد ۶۲۷ متر بالاتر از سطح دریا واقع شده‌است.